# Keine Angst
Keine Angst ist ein deutscher Fernsehfilm von Aelrun Goette aus dem Jahr 2009. Michelle Barthel spielt eine in schwierigen sozialen Verhältnissen aufwachsende Jugendliche.

## Handlung
Die 13-jährige herzkranke Becky ist für ihre drei Geschwister nicht nur die älteste Schwester, sondern auch eine Ersatzmutter, da sich die eigentliche Mutter vornehmlich dem Alkohol, dem ständig laufenden Fernseher und den wechselnden Männerbekanntschaften widmet. Ihre beste Freundin ist Melanie, die im Hausflur gegenüber wohnt. Bei der unerfahrenen Becky findet Melanie die Geborgenheit, die sie bei den Jungs aus der Hochhaussiedlung, die sie als wechselnde Gespielin missbrauchen, völlig vermisst.
Eines Morgens im Bus lernt Becky Bente kennen, einen vierzehnjährigen Jungen von einer anderen Schule, der mit seinen Eltern in einem schönen Reihenhaus lebt und dessen Lebensumstände ihr märchenhaft vorkommen. Scheu verlieben sich die beiden ineinander. Bentes Eltern möchten ihren Sohn aber in ein Internat schicken, da er ständiges Opfer der harten Jungs ist, die ihm die Wohlstandsinsignien wie z. B. den MP3-Player mit Gewalt abnehmen.
Die beiden frisch Verliebten verbringen schöne Tage zusammen, auch wenn Becky dadurch ihre Pflichten als Ersatzmutter vernachlässigt und Ärger bekommt und Bentes Eltern zu der Auffassung gelangen, dass er sich ein Mädchen aus ihrer gesellschaftlichen Schicht suchen sollte.
Als Thomas, der neue Liebhaber von Beckys Mutter Corinna, bei ihnen einzieht, scheint sich das Familienchaos etwas zu bessern. Corinna will sich wieder um die jüngeren Kinder kümmern und so Becky entlasten. Ausgerechnet aber am Vorabend ihres 14. Geburtstages wird Becky von Thomas missbraucht. Nach der Vergewaltigung zieht Becky orientierungslos durch die Gegend. Sie sucht Bente, wird aber von dessen Mutter mit einem 50-Euro-Schein „zum Geburtstag“ abgespeist. Währenddessen läuft Bente seinem Vater davon, als der ihn ins Internat bringen will, und sucht nach Becky. Er will sich wenigstens von ihr verabschieden. Becky betrinkt sich vor Verzweiflung bei der Clique von Melanie und bricht zusammen. Ihr Herz hat ausgesetzt, doch Bente findet sie und kann sie wiederbeleben.

## Hintergrund
Keine Angst wurde beim Filmfest München 2009 uraufgeführt. Bei der Fernseh-Erstausstrahlung im Rahmen der ARD-Reihe Filmmittwoch im Ersten am 10. März 2010 erreichte der Film 4,91 Millionen Zuschauer und 15 % Marktanteil.

## Kritiken
„‚Keine Angst‘ schenkt den Protagonisten und dem tief bewegten Zuschauer einen Funken Hoffnung. Das gelingt nicht nur wegen der großartigen Arbeit mit den Darstellern, sondern auch Dank der außergewöhnlichen Bildsprache des Films. […] Und so ist ‚Keine Angst‘ ein vermeintlich kleiner ganz großer Film!“

„In diesem Fernsehfilm, so groß die emotionale Wirkung auch sein mag, gibt es keine Hoffnung. Er löst nur Ängste aus, obwohl er doch das Gegenteil im Titel behauptet. Nichts wäre also schlimmer, als wenn dieser Film unwidersprochen bliebe.“

„‚Keine Angst‘ erzählt von der Härte der Welt, aber ebenso von einem ungebrochenen Glauben an die Kraft der Liebe: Allen Widerständen zum Trotz gelingt es Becky und Bente, Kontakt aufzunehmen. Für beide ist es ihre erste Liebe, die Regisseurin inszeniert ihre Begegnung als unfassbar zarte Berührung in einer rohen Welt. Der Film lässt nichts aus, zeigt hier verlorene Kinderaugen, verwahrloste Zweiraumwohnungen, sexuelle Übergriffe und erloschene Mädchengesichter. Und dort hermetische Reihenhäuschen, verunsicherte Mittelschichteltern und einen überforderten Sozialstaat, der die Not nicht einmal mehr lindern, sondern nur noch verwalten kann.“

„Einfühlsame und zärtliche (Fernseh-)Liebes- und Jugendgeschichte mit pointierten Dialogen; dass der Spagat zwischen realitätsnah hartem Drama und märchenhafter Romanze funktioniert, hat nicht zuletzt mit den überzeugenden (und hervorragend geführten) jugendlichen Hauptdarstellern zu tun.“

## Auszeichnungen

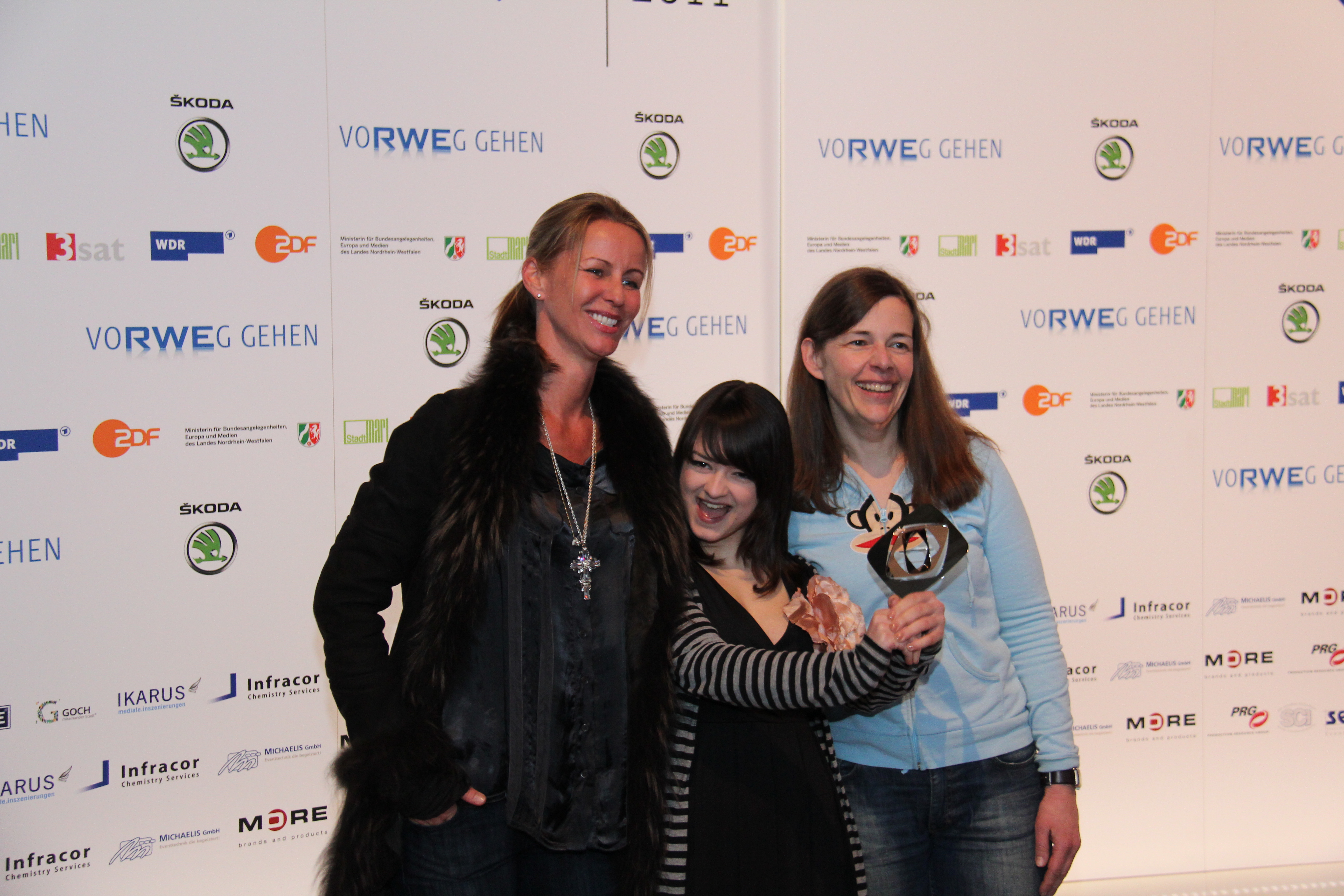
Grimme-Preisträgerinnen Aelrun Goette, Michelle Barthel und Martina Mouchot

- 2010: Fipa d'or für die beste Darstellerin an Michelle Barthel beim Festival International de Programmes Audiovisionels in Biarritz
- 2010: Deutscher Fernsehpreis, Förderpreis an Michelle Barthel und Carolyn Genzkow
- 2011: Lilli Palmer & Curd Jürgens Gedächtniskamera an Max Hegewald[5]
- 2011: Grimme-Preis an Martina Mouchot (Buch), Aelrun Goette (Regie) und Michelle Barthel (Darstellung)